# 約翰·納爾遜·達秘

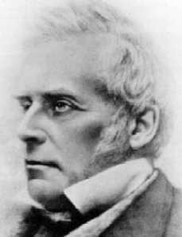
达秘

约翰·纳尔逊·达秘（英語：John Nelson Darby，1800年11月18日—1882年4月29日），19世纪英国和爱尔兰弟兄运动最有影响的领袖人物，时代论神学的代表人物。

## 生平

### 早年
1800年11月18日，约翰·纳尔逊·达秘出生在英国伦敦的西敏市（Westminster）的大乔治街9号，一个盎格鲁—爱尔兰海军将领的家庭。他当中的名字来自于教父和家中的至交，在特拉法尔加海战中击败拿破仑的英国海军司令霍雷肖·纳尔逊。1801年3月3日，达秘在圣玛格丽特教堂受婴儿洗。5岁时母亲去世。达秘在西敏学校接受教育，1815年，全家迁居都柏林，进入都柏林三一学院。1819年，达秘获得都柏林三一学院的文学士学位和古典文学金奖章。
达秘在求学期间正式接受了基督教信仰，但没有迹象表明他曾经正式研读神学。1822年，他成为爱尔兰律师公会的会员。达秘感到，他的律师职业与他的宗教信仰有冲突之处，于是他放弃律师生涯，进入爱尔兰圣公会的执事班，“免得必须出卖天才去击败正义”。达秘的举动使家人极其失望。不过他很快便获得总主教的赞赏，在1825年8月7日，达秘被按立成为圣公会的会吏（Deacon，执事），次年又升为牧师（Priest）。
达秘在分配给他的教区——威克诺（Wicklow）郡的客拉兰（Calary）忠实的履行自己的职务，努力工作，住在一所建在沼地上的农民屋内，几乎每晚都在农民的家里苦心劝导直到深夜，几年间成功地争取到数百名原来信仰罗马天主教的爱尔兰农民改宗，加入爱尔兰圣公会。但是当都柏林总主教威廉·马吉（William Magee）强迫改宗者宣誓效忠于乔治四世，并承认他是合法的爱尔兰国王时，改宗活动就结束了。达秘辞去了职务以示抗议。
如同约翰·卫斯理一样，达秘也时常骑马巡视他的教区。在1827年10月，他从马上摔下，伤势严重。后来他讲到，正是在卧床休养的这段时间，他认真思考国教的地位问题，又发现以赛亚书和旧约其他地方所提到的「国度」与教会是完全不同的两个概念。很显然，这些观点使他对爱尔兰圣公会不再抱有希望。

### 弟兄运动
在此后5年中，达秘将他的理论逐渐发展成熟，最显著的一点是他强烈地指责圣品制度是抵挡圣灵的罪，因为它限制了圣灵的工作，圣灵可以通过任何一位教会肢体说话。他们中间没有神职人员，没有牧师、执事等任何职位，所有人互相称弟兄，外界称之为弟兄们，英文brethren，或常译作“弟兄会”。在这期间，他加入了都柏林当地的一个超宗派的基督徒聚会，这个聚会包括来自各个宗派背景的数名青年人：安东尼·葛若弗斯、爱德华·克伦宁、约翰·贝勒特和赫契生（Francis Hutchinson）。他们志同道合，在各人家中开始了一个「奉主名聚会」，一同读经、祷告、自由交流属灵经验，特别是在每个主日举行一同记念耶稣基督的擘饼聚会（break bread），表明他们在基督里的合一。他们中最主要的讲道者就是达秘。他们的这个举动在当时相当之惊世骇俗，大大震动了整个基督教。
起初他们并没有脱离各自的教派，到1832年，达秘觉得不能再「吹无定的号声」，应该有确定的见证，就开始建立地方性的的召会（用assembly，而不是church，从那个时候他们就开始讲，church是蒙召的会众，讲church是房子的是异端，甚至干脆启用church这个翻译，而用assembly来翻译Εκκλησία）。达秘也在他的朋友——迪道霞夫人（Theodosia Wingfield Powerscourt，一位贵族的遗孀）组织的一个学生年度圣经聚会上，正式宣布脱离圣公会。也是在这次会议中，达秘首次发现了「隐密被提」理论。
人数增加以后，已经没有一个家庭可以容纳，于是他们就租了安及亚街（Aungier Street）的一个拍卖场，作主日聚会之用；到星期六，他们到那里动手移开家具。这是爱尔兰聚会的开始。由于他们到各处旅行，类似的「奉主名聚会」就在爱尔兰和英格兰各地兴起，形成一个声势浩大的运动，这个运动现在称为普利茅斯弟兄会。
在1830年代和1840年代，达秘更是不知疲倦地到欧洲各地旅行，足迹遍布瑞士、德国、法国、比利时、荷兰和意大利；在1862年到1877年之间，他至少5次到北美传教。他主要在新英格兰、安大略和大湖区工作，但有一次的旅程曾经从多伦多途径旧金山、夏威夷和新西兰直到悉尼。达秘还去过印度。他所到之处，都有不少信徒离开各自的教派，自行“奉主名聚会”。到达秘去世前，在世界各地接受达秘带领的聚会，已经高达1500处。单在伦敦一地，聚会人数已达3000人。
在1848年，他卷入一场复杂的关于接纳其他聚会信徒规定的争论，这场争论导致他与慕勒（George Muller）所带领的毕士大（Bethesda）聚会断绝交通，并使得弟兄会分裂成闭关弟兄会（Exclusive Brethren）和开放弟兄会（Open Brethren），达秘被认为是闭关弟兄会的主要领袖。这次分裂是达秘终生的遗憾。

### 离世
直到年迈，达秘仍经常长途跋涉于山野沼泽之间，不得不吃简陋的食物，有人见到他，形容他好像最严格的天主教苦修会——熙笃会的修士。
1881年，80岁的达秘在苏格兰的邓迪（Dundee）跌倒受伤。1882年春，达秘在英格兰多赛特（Dorset）郡的波尼摩（Bournemouth）一位朋友汉门（H.A.Hammend）的家中养病，一个多月后的4月29日，达秘逝世，享年81岁。在他5月2日的盛大葬礼上，送殡者约近千人。「寂静无声，只听见脚步的践踏，步伐整齐，几如军葬一般。」他的墓碑上刻着: 
| 约翰·纳尔逊·达秘 似乎不为人所知，却是人所共知的 离世与基督同在 1882年4月29日 享年81岁 主，我专一等候； 这是我的本分: 在世隐藏服事， 在天同享福分。 达秘 |

## 博学多才的圣经教师
从28岁直到到82岁离世为止，达秘不断地写作，完成了大量文字艰深、学术性很强的圣经注释、预言和布道著作。其中最重要的一部是《圣经各卷要略》（Synopsis of the Books of the Bible）。他曾说，要「用圣经来思想」。
但他最著名的文字工作，还是将圣经根据希伯来语和希腊语原文重新翻译成德文、法文和英文（JND，1871年）三种文字的达秘译本。当然这是一项浩大的工程。至于他的翻译风格，是字对字的直译本，宁愿牺牲词句的通顺，而力求保存字义的准确，因此他的译笔有些奇特。这些译本用作研究相当有价值，但用作公开敬拜和诵读则稍嫌逊色。
在达秘的教导下，弟兄会中兴起了许多有分量的圣经教师，例如威廉·开雷（William Kelly）、乔治·魏格润（George V. Wigram）、米勒（Andrew Miller）等等。
达秘也创作诗歌，其中最有名的一首是，〈悔改的人〉（“Man of Sorrows”）。

## 神學思想
教會歷史學家往往很容易專注在，教會主流思想的發展過程，而忽略一些被認為影響微不足道的運動上；事實上促使這些運動的人物與思想，卻時常直接或間接成為而後教會發展方向的催生者；達秘所扮演的歷史角色就是如此。達秘對於「教會」的看法，實踐在當今各處「地方性教會」被重視的現象中；他在「牧會」上的榜樣，深深的影響著中國本土教會的傳道人；他對「末世」的看法，藉著「基督錫安運動」，影響了近年來美國的中東政策。以下試從達秘對教會、對牧會、對末世三方面來研究，瞭解他的思想是如何有形、無形的影響著今天的教會。

### 對教會的看法
達秘信主時深受羅馬天主教會的吸引，他相信使徒統緒的教會，才是神賜福的唯一管道；卻因根據聖經他無法接受教宗在教會中絕對的權柄，他說：「我的心思在教宗制度的黑雲籠罩下惴惴不安」。他離開英國國教時，他說：「在聖經裡我找不到一個東西叫作『國教』。...我離開的原因乃是我尋找基督的身體（國教裡面沒有基督的身體，或者甚至在整個教區內並無一個得救的人）...這種制度和我在聖經裡所找到的絕然不同。」達秘離開國教時相信自己單單受神的話引導，他從馬太十八章20節中看見；「無論在哪裡，有兩三個人奉我的名聚會，那裏就有我在他們中間」，這就是達秘所要的，單純因著耶穌基督的名而聚集。

#### 教會與國家的關係
達秘所面對的教會，是與國家密切配合的體制；國家雖然沒有權柄任命教會的聖職人員，卻有權干預與教會治理相關的事情，而英國君王的任務之一是維繫宗教在其正軌上。國家教會雖然有責任對時事提出評論，卻因認同君王在其領域裡擁有最高主權，教會應順服國家的領導，以及教會本身內部的腐敗，而未能對當時工業革命所產生的社會貧富不均問題，依據聖經提出具體的關懷與改革措施。
達秘對教會基本看法是，教會是屬上帝的組織，建立在基督的救贖、復活與昇天的事實上，自五旬節聖靈降臨後，聖靈把信徒組成一個身體，使各肢體連於天上的元首基督，並彼此連結。因此達秘不能認同由國家機器所掌控的英國國家教會系統，他認為教會與國家聯合，就是教會走了巴比倫的路線，是為神所憎惡的；而教會是由屬天子民所組成，真正的元首是基督，而不是君王。達秘深信國家教會已偏離了，初期教會的樣式，以及新約聖經中教會在社會中當有的見證；因此脫離國教，可以使神的真實兒女顯明出來。達秘說：「為著神的教會之合一，以及那些因聖靈而與基督聯合的人之合一，使我不得不離開英國國教，也使我不再加入任何其他教派。」

#### 教會、基督、宗派的關係
達秘認為信徒的生命是屬天的，信徒的合一是基於在基督裡共同的信心，信徒因著聖靈的浸同歸入基督的身體──教會；基督要信徒合而為一，他們卻因所選擇的宗派而彼此分隔了；真正的合一是主的晚餐所代表，與基督的合一。既然脫離國家教會出來，就不能屬於另一宗派，更不能另創一宗派，聖徒們應回復到耶穌基督所教導，單獨因著基督的緣故，而奉主的名聚會；因為基督是教會的頭，教會是基督的身體。
面對國家教會的光景，達秘看見教會因著不忠心，被帶入屬世界與淫亂的巴比倫中；正如舊約中以色列人被擄時期，耶路撒冷城的荒涼，沒有聖殿、沒有人獻祭。被擄七十年後一「小群」餘民，被神分別出來，回到神的居所耶路撒冷，重新開始依據神的律法建立祭壇敬拜與事奉。達秘深信當時教會的荒涼。是從使徒時代一直延續下來；在教會的發展史中，教會與世俗權勢的妥協，教會接納個別欠缺基督信仰的人，教會建立起組織層級的管理制度，都是教會缺乏信心一意孤行，放棄聖靈指引的結果。
因此舊約以色列餘民的歸回，代表長久困在人為組織和制度裡的聖徒，必須要被分別出來，恢復到奉主名的聚集；同時要求自己辨別在時代中的責任，認清軟弱的光景，以真正憂傷痛悔的靈，俯伏在基督面前，承認人所帶來荒涼的教會，回到聖經簡單與單純的信仰中，達秘相信這才是教會蒙福之道。簡單的說達秘所推崇的教會是地方性的、非宗派性的、無組織層級的。，單純奉耶穌基督之名，由傳統教會中被呼召出來的聚集。

### 對牧會的看法
達秘認為服事主工人的主要職事，是依據聖經的啟示向人傳講基督的救贖恩典，以及要造就教會──服事那些已經接受基督的聖徒們；一個傳道人是成為神的發言人，而不是為聖經或神學議題爭辯的人。神賜下這本聖經的目的，是要聖徒們天天查考，達秘深信聖經能夠立即並且直接的，將人帶到神那裡去；因為這本書的每一部分都是有用的，每一個字都需要細心查考。

#### 信徒皆祭司的事奉
達秘認為聖徒們在教會的事奉，是奉主名聚集不可少的要素；聖徒們因著恩賜而事奉，恩賜是一切真實事奉的基礎，是聖靈隨己意的賞賜。而敬拜是聖徒們聚集時的權利，所有信徒皆祭司，是敬拜的根基；因著神奇妙的作為，依據神的本性的偉大與尊貴，聖徒們將頌讚與尊崇歸給祂。同時聖徒們的敬拜比事奉的工作更重要，人的敬拜是神所配得的；人的工作卻是因神賜予的恩賜而成就的；因此美好的事奉工作，應能夠帶領人進入屬靈的悟性敬拜中。

#### 依據恩賜的事奉
達秘相信今天教會仍有三項恩賜，傳福音、牧養、教導；其中最重要的就是傳福音，「我們必須要去傳福音，我很瞭解恩賜的不同，沒有傳福音的恩賜就不要勉強；不過我們裡面仍然要有愛靈魂的心，因為是基督的愛激勵我們，這是很重要的」。其次是牧養的恩賜，牧養是以教導的恩賜為基礎，鼓勵聖徒過著委身於基督的生活，將神的話語應用在個人屬靈的與道德的生活上。達秘認為這個恩賜最難運用，因為關心聖徒公開與私下的生活，是需要最大的屬靈成熟度來應對。「要服事得好，就不能沒有家庭探訪；探訪中要有愛的湧流和教義的應用、餵養，使人心裡得到安慰，讓聖靈將真理深植人心，並應用在人屬靈的悟性上。」第三是教導的恩賜，教導的恩賜是解釋聖經的工作，將經文中的意義教導人；教導與說預言的恩賜有密切關聯，教導並不預言任何在聖經以外的新啟示；教導是傳講神的心意，將神的話語運用在當時的需要上，來造就、鼓勵、安慰眾聖徒。而主的工人應當效法基督，過一個簡樸與受苦的生活。
就恩賜來說，達秘認為每位聖徒都有一些恩賜，來協助建立教會，然而不是每個人都會被聖靈帶領直接服事教會；被聖靈呼召的全時間做主工人的，是神特別的恩典，因此他要直接對神負責去運用這些恩賜，而不必經過人為的審核與任命。在生活需求上，主工人應當單單依靠主的供應，而不應有世俗或固定的收入；達秘深信在服事的每一個範圍中，上帝都會直接供應所需的一切。簡單的說信徒皆祭司的意義，是在實踐人人領受恩賜、人人接受教導、人人參與服事，讓教會形成團隊事奉的見證。

### 對末世的看法
談到達秘，許多人直接想到的就是時代主義，然而達秘並不是時代論的創始者，根據保羅恩尼所著The Moody Handbook of Theology，時代主義的思想從教父游斯丁、愛任紐、亞歷山大的革利免的著作中就開始。達秘以他對教會的理解，加上專研聖經中歷世代的演變與末世的預言，建立了他對近代時代主義的論述。在十九世紀末廿世紀初，自由主義盛行並對教會產生極大的威脅，達秘以其對聖經無誤的看法、人的墮落、神的主權、以及即將來臨的審判等概念，形成北美基要主義的重要思想。當時這股保守主義的力量，與加爾文主義聯手，合力對抗自由神學對聖經權威的挑戰，使得達秘的思想在一些教會中，被尊奉為解釋聖經的唯一途徑。
面對未來，達秘認為基督徒不應容讓自己，去盼望社會會朝向愈來愈好的方向進行，反而必須預期罪惡的發展；如果相信當基督再來執行審判時，地上充滿著祂的公義知識，這種想法未免太天真虛妄了。達秘相信末日以色列人將要先復國，並且回到神所應許的迦南地，成為獨一的佔領者；曾經建立在錫安山的聖殿必被重新建造起來，猶太人將恢復摩西律法中的獻祭禮儀。接著或同時在一個神秘的時間，教會──真正得救眾聖徒的聚集，將被提到天空與基督相遇；之後地上將開始七年大災難，初期世界將是一片混亂，三年半後，敵基督將出現被世人尊為領袖。七年之末，敵基督將帶領眾國軍隊，從北方、南方、東方進軍以色列，在毀滅性的戰爭即將開打時，基督將降臨並摧毀一切攻擊以色列的軍隊。
撒但將被綑綁一千年，以色列人到此時將完全歸順基督，基督則將與眾聖徒一同在地作王一千年，開始千禧年的國度；千禧年結束後，撒但被釋放並與所有非基督徒均將依個人之行為，接受基督白色大寶座的審判。此時新天地將在新耶路撒冷開始，撒但與不信者則將被扔入硫磺火湖中，承受永遠的刑罰。簡單的說達秘與初代教會一樣，相信基督即將再來，所以聖徒們一方面要準備好自己迎接主再來，另方面要搶救靈魂，結出福音的果子，好在主再來時不致空手見主。

### 評論
對教會論而言，達秘反對的是傳統宗派教會中的組織制度、聖階層級、以及與國家之間扯不清的相互依存關係；達秘甚至認為在他那個時代，神已經棄絕教會，所以真正的基督徒應當從傳統教會中，分別出來形成奉主名聚集的小群，這才是時代的真理。對牧會──教會論的實踐而言，達秘相信信徒皆祭司不應是句口號，而是必須實現在牧會的日常作業中；達秘相信上帝已經棄絕那些，在聖經話語上專研、自認為上帝代言人，卻未能花費時間與精神在照顧自己群羊上的牧者。對末世論而言，達秘強調以色列國的復興、聖殿的重建、教會的被提、與基督即將再臨的教導；他的教導影響與促成基督錫安運動(Christian Zionist Movement)的興起，一般人相信今天美國總統布希決定攻擊伊拉克，就是受到這種末世觀的影響。

#### 對達秘教會論的評論
討論到教會，只要在地上以有形人的群集出現，她就會面對形成人組織的所有挑戰；從組織學觀點看，只要有兩個人一起完成一件事情，組織制度就會存在；只要再多一個人，並且給與時間，就會形成這個組織的傳統。達秘反對組織制度，事實上經過一段時間，他自己「奉主名的聚集」就形成了一個組織，並且被人稱為普利茅斯弟兄会（Plymouth Brethren）；並以在他個性的影響中運作。儘管達秘自己絕不會承認，他創建了一個非宗派的宗派，從今天管理學觀點，這就是一種組織制度；許多研究達秘的學者都同意，他自己違背了他原先所反對的原則。

#### 對達秘牧會觀點的評論
「信徒皆祭司」的觀念從管理學來看，代表一群人被相同的價值觀所驅動，共同依循相同的標準，經營管理所被賦予責任的組織；這是一位管理者所追求的理想境界。在資本主義的社會中，企業主以利益以及個人領導魅力，吸引員工投入為企業工作；教會中以相同的信仰，在被同一位聖靈感動的情境中事奉神、服事人。就理念層面「信徒皆祭司」，係為更正教系統所接受，然而在實踐方面，如果達秘自己不能建立一個模式(榜樣)，他所提出實踐的方法，就無法成為一項為人所接受的原則。今天在弟兄運動的教會中，依循達秘的教導，以排他性(Exclusive)的理念，強調被分別出來聚集的教會並不多見；其原因之一為，當教會帶領的弟兄足夠謙卑在神面前時，多少都會發現上帝給與「我們」特別的亮光之同時，上帝的靈也在其他被祂所揀選的人心中動工。因此達秘以消極被動(negative & passive)，從反對的觀點建立的作法，很容易在環境變遷後，就失去其抗爭的立場。

#### 對達秘末世論的評論
任何提及基督再來的論述，都必須很小心的談論到其細節；聖經並沒有清楚、並且以排他性的觀點指出，末世即將發生的時間順序；事實上，聖經以清楚的字句說明「那日子，那時辰，沒有人知道，連天上的使者也不知道，子也不知道，惟獨父知道」（馬太福音24:36）。達秘對末世的論述，成為美國在廿一世紀攻打伊拉克的理由之一，相信是他自己也未曾預料與不會贊同的。然而他苦口婆心的勸誡信徒們要警醒，要以神的話裝備自己，要努力傳福音以免無法見主交帳，卻是每位聖徒面對信仰當有的態度。

## 影响
达秘在神学界以「时代论之父」著称，该理论后来通过司可福串注圣经（Scofield Reference Bible，1901年出版）的广泛流传在美国产生了深远的影响，美国著名的圣经教师，如慕迪（D.L. Moody）、查理·马金多（C.H. MaCkintosh）和司可福（C.I. Scofield）等，以及美国两所重要的神学院——芝加哥慕迪圣经学院、达拉斯神学院，都深受达秘神学的影响。达秘在东方也有很大的影响，是从1920年代开始在中国兴起的倪柝声及其领导的地方教会运动的两个主要源头之一。因此，今天至少有上百万的人直接或间接受到达秘的影响。
达秘最初提出「隐密被提」的理论，称基督将要从世界上提走他的真信徒，并且事前不会警告。时代论还相信关于犹太人的天命，相信以色列国将要重建，站在基督教锡安主义的最前沿。

## 遗憾
达秘终生的遗憾，是他与慕勒（George Muller）所带领的毕士大（Bethesda）聚会断绝交通，使奉主名的众聚会中产生分裂。支持达秘的聚会，被人称为闭关弟兄会（Exclusive Brethren），支持慕勒的则被称为开放弟兄会（Open Brethren）。

## 名言
- 「哦，何等喜乐，能够一无所有，一无所是，一无所见，惟见在荣耀里活的基督；并且一无所顾，惟顾祂在此地的权益。」（Oh, the joy of having nothing and being nothing, seeing nothing but a Living Christ in glory, and being careful for nothing but His interests down here.）——达秘

## 著作
- 《圣经各卷要略》（Synopsis of the Books of the Bible）。

## 附註
1. ↑  .   [2006-07-24]. （原始内容存档于2006-07-20）.
2. ↑  魏仁遐（Max S. Weremchuk），《達秘傳》，何偉祺譯（美國：活泉出版社，2005），16。
3. ↑  〈達祕小傳〉；網址http://www.churchinmarlboro.org/introduction/darby.doc （页面存档备份，存于） ；網際網路，查詢日期：2006年11月24日。
4. ↑  魏仁遐，49。
5. ↑  楊牧谷主編，《當代神學辭典》，上冊（台北：校園書房出版社，1997），274-5。
6. ↑  魏仁遐，40。
7. ↑  陶理主編，《基督教兩千年史》，李伯明、林牧野譯（香港：海天書樓，1997），526。
8. ↑  魏仁遐，67-72。
9. ↑  伯特納（Loraine Boettner），《千禧年論》，趙中輝譯（台北：基督教改革宗翻譯社，1986），3。
10. ↑  "Dispensational Theology"（網路文章）；網址http://www.biblestudymanuals.net/dispensation.htm （页面存档备份，存于） ；網際網路，查詢日期：2006年11月24日。
11. ↑  楊牧谷，275。
12. ↑  John N. Darby, "Prophetic," in The Collections of J.N.Darby, ed. William Kelly, 32 vols. (London: G. Moorish, n.d.), i.
13. ↑  Tony Campolo, "The Ideological Roots of Christian Zionism"（網路文章）；網址http://www.biblestudymanuals.net/dispensation.htm （页面存档备份，存于） ；網際網路，查詢日期：2006年11月24日。
14. ↑  韋恩郝思，《基督教神學與教義圖表》，華神出版社譯（台北：中華福音神學院出版社，1999），129-34。
15. ↑  約翰甘迺迪(John Kennedy)，《見證的火炬──二千年教會的屬靈歷史》，劉志雄編譯（台灣，桃園：提比哩亞出版社，1997），271。